# Herbert Henry Asquith
Herbert Henry Asquith (ur. 12 września 1852 w Morley, Yorkshire, zm. 15 lutego 1928 w Sutton Courtenay, Oxfordshire) – brytyjski polityk, premier Wielkiej Brytanii z ramienia Partii Liberalnej w latach 1908–1916, wcześniej minister spraw wewnętrznych i kanclerz skarbu. Kontynuował reformy liberalnego rządu Campbella-Bannermana, zwyciężając w walce o ograniczenie uprawnień Izby Lordów. Stał na czele rządu w pierwszych latach I wojny światowej, a w 1914 r. był również ministrem wojny.

## Życiorys

### Wczesne lata
Był synem handlarza wełną Josepha Dixona Asquitha i Emily Willans. Stracił ojca w wieku 7 lat. Razem z resztą rodziny zamieszkał u macierzystego dziadka, Williama Willansa, w Huddersfield. Tam przyszły premier odebrał wykształcenie. Następnie został wysłany do szkoły braci morawskich w Fulneck niedaleko Leeds. W 1863 r. zamieszkał u wuja w Londynie, gdzie kontynuował naukę w City of London School. Uczył się tam do roku 1870.
W 1870 r., dzięki uzyskanemu stypendium, Asquith rozpoczął studia w Balliol College na Uniwersytecie Oksfordzkim. W 1874 r. otrzymał stypendium Cravena i został przewodniczącym Oxford Union. W tym samym roku ukończył studia. Wkrótce został członkiem Balliol College. W 1876 r. rozpoczął praktykę adwokacką w korporacji Lincoln’s Inn.
W 1877 r. Asquith poślubił swoją pierwszą żonę – Helen Kelsall Melland, córkę lekarza z Manchesteru. Helen zmarła na tyfus w 1891 r. Herbert miał z nią czterech synów (Raymonda, Herberta, Arthura i Cyrila) oraz jedną córkę (Violet). Drugą żoną Asquitha została w 1894 r. Margot Tennant, córka sir Charlesa Tennanta, 1. baroneta. Małżonkowie mieli razem dwoje dzieci – Anthony’ego i Elizabeth.

### Początki kariery politycznej
Został wybrany do Izby Gmin w 1892 r. jako reprezentant okręgu East Fife. Swoją pierwszą mowę wygłosił 24 marca 1887 r. podczas debaty nad Irish Crimes Bill. Szybko dał się poznać jako zwolennik wolnego handlu, autonomii dla Irlandii oraz reform socjalnych. Po powrocie Partii Liberalnej do władzy w 1892 r. został ministrem spraw wewnętrznych w rządzie Gladstone’a. Utrzymał się na tym stanowisku w 1894 r., kiedy premierem został lord Rosebery. Asquith pozostał ministrem do wyborczej porażki liberałów w 1895 r.
W okresie, kiedy Partia Liberalna znajdowała się w opozycji, Asquith kontynuował karierę prawniczą. W Izbie Gmin przemawiał na tematy związane z polityką gospodarczą. Opowiadał się za wolnym handlem. Kiedy liberałowie powrócili do władzy w 1905 r., Asquith został kanclerzem skarbu. Na tym stanowisku doprowadził do nałożenia wysokich podatków na dochody niepochodzące z zarobku, dzięki czemu udało mu się uzyskać fundusze na emerytury dla osób powyżej 70 roku życia.
Premier Henry Campbell-Bannerman zrezygnował z urzędu w kwietniu 1908 r. z powodu złego stanu zdrowia. Nowym premierem został Asquith. Król Edward VII przebywał wówczas na wczasach w Biarritz i odmówił przyjazdu do Londynu z powodów zdrowotnych. Asquith musiał więc pojechać do Biarritz, aby z rąk monarchy otrzymać oficjalne powołanie na stanowisko premiera rządu Jego Królewskiej Mości.

### Premier Wielkiej Brytanii

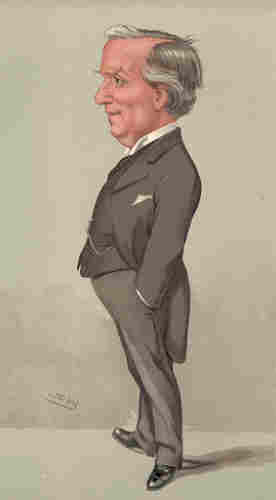
Herbert Henry Asquith

W okresie urzędowania Asquitha nasilił się wyścig zbrojeń na morzach pomiędzy Wielką Brytanią a Niemcami. Rząd Asquitha kontynuował również reformy socjalne. Uchwalono m.in. Labour Exchanges Act 1909, który tworzył urzędy pracy dla bezrobotnych, Trade Boards Act 1909, Housing and Town Planning Act 1909, National Insurance Act 1911 (powołujący National Insurance), Shops Act 1911 oraz Minimum Wage Act 1912. W 1911 r. wprowadzono stałą pensję dla deputowanych do Izby Gmin w wysokości 400 funtów rocznie.
Reformy socjalne liberalnego rządu spotykały się z krytyką konserwatywnej opozycji. W 1909 r. kanclerz skarbu David Lloyd George przedstawił projekt budżetu, który zakładał m.in. wprowadzenie nowych podatków, które obciążałyby przede wszystkim wielkich posiadaczy ziemskich. Wywołało to sprzeciw konserwatystów, którzy postanowili odrzucić projekt w zdominowanej przez siebie Izbie Lordów. Spowodowało to kryzys polityczny, który doprowadził do przedterminowych wyborów w styczniu 1910 r.
Wybory zakończyły się zwycięstwem liberałów, ale ich przewaga nad konserwatystami była niewielka. Partia Liberalna rządziła więc z poparciem irlandzkich nacjonalistów. Kryzysu nie udało się przezwyciężyć, w związku z czym w grudniu 1910 r. odbyły się kolejne wybory, które ponownie zakończyły się nieznacznym zwycięstwem liberałów. Tym razem jednak Asquithowi udało się przeprowadzić przez parlament Parliament Act, który ostatecznie został uchwalony w 1911 r. i znacząco ograniczał kompetencje Izby Lordów.
Parliament Act został przyjęty w Izbie Gmin dzięki głosom irlandzkich nacjonalistów. Ceną za to poparcie miało być przyznanie Irlandii autonomii. Rozpoczęły się więc prace nad trzecią Irish Home Rule Bill. Została ona poddana pod głosowanie w Izbie Gmin w 1914 r. i została przyjęta, jednak wybuch I wojny światowej sprawił, że kwestia irlandzka została odłożona do czasu zakończenia działań wojennych.
Wielka Brytania przystąpiła do I wojny światowej 4 sierpnia 1914 r. Początkowo w rządzie zasiadali tylko liberałowie. W 1915 r., po fiasku lądowania pod Gallipoli oraz „kryzysie amunicyjnym” w 1915 r., Asquith poszerzył swój gabinet o najważniejszych polityków opozycji.
Asquith zaczął stopniowo tracić popularność. Oskarżano go o nieudolne rządzenie krajem podczas wojny. W grudniu 1916 r. premier popadł w spór ze swoim kanclerzem skarbu Davidem Lloydem George’em. Spór doprowadził do rezygnacji Asquitha ze stanowiska premiera 5 grudnia 1916 r. Dwa dni później premierem został Lloyd George. Asquith i popierający go deputowani Partii Liberalnej przeszli do opozycji.

### Dalsze lata
Asquith pozostał liderem partii do 1918 r., kiedy przegrał wybory parlamentarne. Do Izby Gmin powrócił w 1920 r. po wyborach uzupełniających w okręgu Paisley. W parlamencie zasiadał do 1924 r., kiedy ponownie przegrał wybory. Pozostał jednak liderem partii, a przewodniczącym liberalnych deputowanych został Lloyd George. W 1925 r. Asquith otrzymał tytuł 1. hrabiego Oxford i Asquith i zasiadł w Izbie Lordów. Rok później zrezygnował ze stanowiska lidera partii.

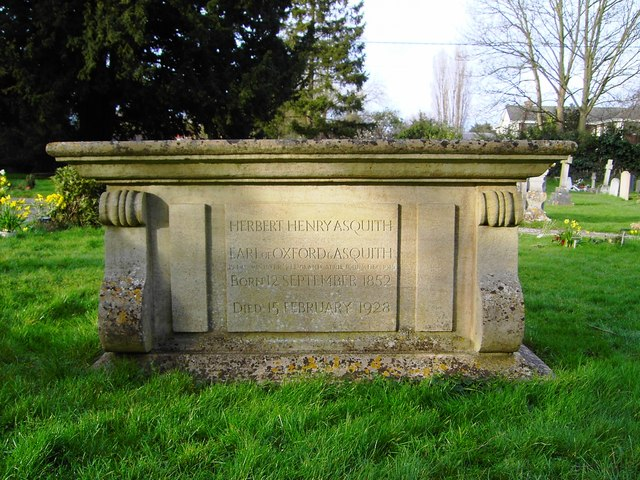
Grób Herberta H. Asguitha

Lord Oxford i Asquith zmarł w 1928 r. w swoim domu w Sutton Courteney. Zgodnie z jego życzeniem nie wyprawiono mu publicznego pogrzebu. Ponieważ jego najstarszy syn zginął podczas bitwy nad Sommą w 1916 r., tytuł parowski odziedziczył jego wnuk, Julian.

## Gabinety Herberta Henry’ego Asquitha

### Pierwszy gabinet, kwiecień 1908 – maj 1915
- premier: Herbert Henry Asquith
- lord kanclerz: Robert Reid, 1. hrabia Loreburn
- lord przewodniczący Rady: Edward Marjoribanks, 2. baron Tweedmouth
- lord tajnej pieczęci: George Robinson, 1. markiz Ripon
- kanclerz skarbu: David Lloyd George
- minister spraw wewnętrznych: Herbert Gladstone
- minister spraw zagranicznych: Edward Grey
- minister kolonii: Robert Crewe-Milnes, 1. hrabia Crewe
- minister wojny: Richard Haldane, 1. wicehrabia Haldane
- minister ds. Indii: John Morley, 1. wicehrabia Morley
- pierwszy lord Admiralicji: Reginald McKenna
- kanclerz Księstwa Lancaster: Henry Fowler, 1. wicehrabia Wolverhampton
- przewodniczący Zarządu Handlu: Winston Churchill
- minister ds. Szkocji: John Sinclair, 1. baron Pentland
- główny sekretarz Irlandii: Augustine Birrell
- przewodniczący Rady Samorządu Lokalnego: John Burns
- przewodniczący Rady Rolnictwa: Robert Wynn Carrington, 1. hrabia Carrington
- przewodniczący Rady Edukacji: Walter Runciman
- poczmistrz generalny: Sydney Buxton
- pierwszy komisarz ds. prac publicznych: Lewis Harcourt

Zmiany
- wrzesień 1905 r. – lord Wolverhampton zastępuje lorda Tweedmoutha na stanowisku Lorda Przewodniczącego Rady, lord Fitzmaurice zastępuje lorda Wolverhampton na stanowisku Kanclerza Księstwa Lancaster
- październik 1908 r. – lord Crewe zastępuje lorda Ripona na stanowisku lorda tajnej pieczęci, pozostając jednocześnie ministrem kolonii
- czerwiec 1909 r. – Herbert Samuel zastępuje lorda Fitzmaurice’a na stanowisku Kanclerza Księstwa Lancaster
- luty 1910 r. – Winston Churchill zastępuje Herberta Gladstone’a na stanowisku ministra spraw wewnętrznych, Sydney Buxton zastępuje Churchilla na stanowisku przewodniczącego Zarządu Handlu, Herbert Samuel zastępuje Buxtona na stanowisku poczmistrza generalnego, Joseph Pease zastępuje Samuela na stanowisku Kanclerza Księstwa Lancaster
- czerwiec 1910 r. – lord Beauchamp zastępuje lorda Wolverhampton na stanowisku Lorda Przewodniczącego Rady
- listopad 1910 r. – lord Beauchamp zastępuje Lewisa Harcourta na stanowisku pierwszego komisarza ds. prac publicznych, lord Morley zastępuje lorda Beauchampa na stanowisku Lorda Przewodniczącego Rady, lord Crewe zastępuje lorda Morleya na stanowisku ministra ds. Indii, pozostając jednocześnie na stanowisku lorda tajnej pieczęci, Lewis Harcourt zastępuje lorda Crewe na stanowisku ministra kolonii
- październik 1911 r. – Winston Churchill zastępuje Reginalda McKennę na stanowisku pierwszego lorda Admiralicji, McKenna zastępuje Churchilla na stanowisku ministra spraw wewnętrznych, lord Carrington zastępuje lorda Crewe na stanowisku lorda tajnej pieczęci, Walter Runciman zastępuje lorda Carringtona na stanowisku przewodniczącego Rady Rolnictwa, Joseph Pease zastępuje Runcimana na stanowisku przewodniczącego Rady Edukacji, Charles Hobhouse zastępuje Pease’a na stanowisku Kanclerza Księstwa Lancaster
- luty 1912 r. – lord Crewe zastępuje lorda Carringtona na stanowisku lorda tajnej pieczęci, pozostając jednocześnie ministrem ds. Indii, Thomas McKinnon Wood zastępuje lorda Pentlanda na stanowisku ministra ds. Szkocji
- czerwiec 1912 r. – prokurator generalny Rufus Isaacs zostaje członkiem gabinetu, lord Haldane zastępuje lorda Loreburna na stanowisku lorda kanclerza, John Edward Seely zastępuje Haldane’a na stanowisku ministra wojny
- październik 1913 r. – John Simon zastępuje Rufusa Isaacsa na stanowisku prokuratora generalnego
- luty 1914 r. – John Burns zastępuje Sydneya Buxton na stanowisku przewodniczącego Zarządu Handlu, Herbert Samuel zastępuje Burnsa na stanowisku przewodniczącego Rady Samorządu Lokalnego, Charles Hobhouse zastępuje Samuela na stanowisku poczmistrza generalnego, Charles Masterman zastępuje Hobhouse’a na stanowisku Kanclerza Księstwa Lancaster
- marzec 1914 r. – Herbert Henry Asquith zastępuje Johna Edwarda Seelyego na stanowisku ministra wojny
- sierpień 1914 r. – lord Beauchamp zastępuje lorda Morleya na stanowisku Lorda Przewodniczącego Rady, lord Emmott zastępuje Beauchampa na stanowisku pierwszego komisarza ds. prac publicznych, Walter Runciman zastępuje Johna Burnsa na stanowisku przewodniczącego Zarządu Handlu, lord Lucas zastępuje Runcimana na stanowisku przewodniczącego Rady Rolnictwa, lord Kitchener zastępuje Asquitha na stanowisku ministra wojny
- styczeń 1915 r. – Edwin Samuel Montagu zastępuje Charlesa Mastermana na stanowisku Kanclerza Księstwa Lancaster

### Drugi gabinet, maj 1915 – grudzień 1916
- premier: Herbert Henry Asquith
- lord kanclerz: Stanley Buckmaster, 1. baron Buckmaster
- lord przewodniczący Rady: Robert Crewe-Milnes, 1. markiz Crewe
- lord tajnej pieczęci: George Curzon, 1. hrabia Curzon of Kedleston
- kanclerz skarbu: Reginald McKenna
- minister spraw wewnętrznych: John Simon
- minister spraw zagranicznych: Edward Grey
- minister kolonii: Andrew Bonar Law
- minister wojny: Horatio Kitchener
- minister ds. Indii: Austen Chamberlain
- pierwszy lord Admiralicji: Arthur Balfour
- kanclerz Księstwa Lancaster: Winston Churchill
- przewodniczący Zarządu Handlu: Walter Runciman
- minister ds. Szkocji: Thomas McKinnon Wood
- główny sekretarz Irlandii: Augustine Birrell
- przewodniczący Rady Samorządu Lokalnego: Walter Long
- przewodniczący Rady Rolnictwa: William Palmer (2. hrabia Selborne)
- przewodniczący Rady Edukacji: Arthur Henderson
- pierwszy komisarz ds. prac publicznych: Lewis Harcourt
- minister uzbrojenia: David Lloyd George
- parlamentarny podsekretarz stanu w Ministerstwie Spraw Zagranicznych: Robert Cecil
- prokurator generalny: Edward Carson
- minister bez teki: Henry Petty-Fitzmaurice, 5. markiz Lansdowne

Zmiany
- październik 1915 r. – Frederick Smith zastępuje Edwarda Carsona na stanowisku prokuratora generalnego
- listopad 1915 r. – Edwin Samuel Montagu zastępuje Winstona Churchilla na stanowisku Kanclerza Księstwa Lancaster
- styczeń 1916 r. – Herbert Samuel zastępuje Johna Simona na stanowisku ministra spraw wewnętrznych, Robert Cecil zostaje ministrem blokady
- lipiec 1916 r. – David Lloyd George zastępuje lorda Kitchenera na stanowisku ministra wojny, Edwin Samuel Montagu zastępuje Lloyda George’a na stanowisku ministra uzbrojenia, Thomas McKinnon Wood zastępuje Montagu na stanowisku Kanclerza Księstwa Lancaster, Harold Tennant zastępuje Wooda na stanowisku ministra ds. Szkocji, lord Crawford zastępuje lorda Selborne’a na stanowisku przewodniczącego Rady Rolnictwa, Henry Duke zastępuje Augustine’a Birrella na stanowisku Głównego Sekretarza Irlandii
- sierpień 1916 r. – Arthur Henderson obejmuje urząd Paymaster-General, lord Crewe zastępuje go na stanowisku przewodniczącego Rady Edukacji